# 静岡インターチェンジ
静岡インターチェンジ（しずおかインターチェンジ）は、静岡県静岡市駿河区の東名高速道路上にあるインターチェンジである。

## 概要
形状は平面交差で一般道と接続するシングルトランペット型のインターチェンジである。交通量の多い上り線出口は2車線のランプウェイと長い減速区間が確保されている。
静岡市中心部に最も近いインターチェンジである。
敷地内には高速バス停留所の静岡バスストップや静岡県警察の高速道路交通警察隊本隊がある。

## 接続する道路
- 静岡県道84号中島南安倍線（国道1号・国道150号に接続）

## 歴史
- 1968年（昭和43年）4月25日 : 富士IC - 当ICの開通に伴い一部供用。
- 1969年（昭和44年）2月1日 : 当IC - 岡崎IC開通に伴い全面供用。

## 料金所
- ブース数 : 12

### 入口
- ブース数 : 4
  - ETC専用 : 2
  - ETC/一般 : 1
  - 一般 : 1

### 出口
- ブース数 : 8
  - ETC専用 : 3
  - 一般 : 4
  - 一般（精算機）: 1

## 周辺
- 登呂遺跡
- 静岡駅
- 静岡県庁
- 静岡市役所
- 駿府城公園（駿府城）
- 日本平
- 安倍川
- 静岡浅間神社
- 用宗漁港
- 静岡市立中島小学校
- 静岡市立大里中学校

## 隣
E1 東名高速道路
(10) 清水IC - 日本平PA - (10-1) 日本平久能山SIC - (11) 静岡IC - 日本坂PA - (12) 焼津IC

## 静岡バスストップ
旅客案内上では「東名静岡（とうめいしずおか）」と称する。
東名ハイウェイバス、新宿 - 静岡線、京阪神ドリーム静岡号、京阪神昼特急静岡号が停車する。
付近にはジェイアール東海バス静岡支店があり、一部を除く東名ハイウェイバスの東京 - 名古屋間運行の同社担当便は、当停留所で乗務員交代を行う。

### 歴史
1969年6月10日 - 開設。

### 乗り換え
しずてつジャストライン 「静岡インター入口」バス停（当バス停から徒歩2分）
- 特急静岡相良線・静岡空港連絡バス「静岡エアポートライナー」
- 静岡成田空港線（成田行は夜行、静岡行は昼行。）
- 中原池ヶ谷線

JRバスとしずてつジャストラインのバス停は位置が異なる。以前はしずてつジャストラインの停留所も「東名静岡」という名称だったが、東名ハイウェイバスとの誤乗を避けるためか、2000年頃に現在の名称へ改められた。